# Donsol

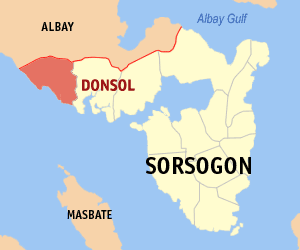
Bản đồ Sorsogon với vị trí của Donsol

Donsol là một đô thị hạng 1 ở tỉnh Sorsogon, Philippines. Theo điều tra dân số năm 2015, đô thị này có dân số 49.711 người.

## Barangay
Donsol được chia thành 51 barangay.
| - Alin - Awai - Banban - Bandi - Banuang Gurang - Baras - Bayawas - Bororan Barangay 1 (Pob.) - Cabugao - Central Barangay 2 (Pob.) - Cristo - Dancalan - De Vera - Gimagaan - Girawan - Gogon - Gura | - Juan Adre - Lourdes - Mabini - Malapoc - Malinao - Market Site Barangay 3 (Pob.) - New Maguisa - Ogod (Crossing) - Old Maguisa - Orange - Pangpang - Parina - Pawala - Pinamanaan - Poso Pob. (Barangay 5) - Punta Waling-Waling Pob. (Bar - Rawis | - San Antonio - San Isidro - San Jose - San Rafael - San Ramon - San Vicente - Santa Cruz - Sevilla - Sibago - Suguian - Tagbac - Tinanogan - Tongdol - Tres Marias - Tuba - Tupas - Vinisitahan |